# Cantalpino (kommunhuvudort)
Cantalpino är en kommunhuvudort i Spanien.   Den ligger i provinsen Provincia de Salamanca och regionen Kastilien och Leon, i den centrala delen av landet, 150 km nordväst om huvudstaden Madrid. Cantalpino ligger 809 meter över havet och antalet invånare är 1 055.
Terrängen runt Cantalpino är platt. Runt Cantalpino är det glesbefolkat, med 11 invånare per kvadratkilometer. Närmaste större samhälle är Villoría, 7,5 km sydväst om Cantalpino. Trakten runt Cantalpino består till största delen av jordbruksmark.